# Wamba panamensis
Wamba panamensis är en spindelart som först beskrevs av Claude Lévi 1959.  Wamba panamensis ingår i släktet Wamba och familjen klotspindlar. Inga underarter finns listade i Catalogue of Life.